# Această ploaie nu se va opri niciodată
Această ploaie nu se va opri niciodată (în ucraineană Цей дощ ніколи не скінчиться) este un film documentar al regizoarei ucrainene Alina Gorlova, cinematografia fiind realizată de Veaceslav Țvetkov. Este o coproducție Ucraina-Letonia-Germania-Qatar, produsă de Maksîm Nakonecinîi pentru Tabor Production. Filmul prezintă un voluntar kurd ucrainean al Crucii Roșii care ajută în războiul ruso-ucrainean și încearcă să reia legătura cu familia sa, pierdută în timpul Războiului Civil Sirian.
Filmul este cunoscut pentru povestea sa puternică, cinematografia bogată alb-negru și caracteristicile de film de artă în linia expresionismului german. A fost recunoscut la Festivalul Internațional de Filme Documentare din Amsterdam din 2020, unde a câștigat premiul pentru cea mai bună premieră. De asemena, a câștigat marele premiu la mai multe festivaluri internaționale de film. Lansarea comercială a fost programată în primăvara anului 2022.
Filmul este împărțit în 11 secțiuni care sunt notate cu numere de la 0 la 9 și înapoi la 0 în arabă. Această metodă a fost folosită pentru a arăta ciclurile „războiului, păcii, distrugerii, reconstruirii, vieții și morții”.

## Rezumat
Filmul prezintă regiunea Donbas din sud-estul Ucrainei, surprinsă prin cadre aeriene laternate cu scene cu activități militare și civile. Printre scenele care înfățișează mulțimea, filmul se concentrează treptat asupra lui Andrii Suleiman, un student kurd ucrainean în vârstă de 20 de ani, care lucrează pentru Crucea Roșie. La o sărbătoare în cinstea activității organizației în Ucraina, Suleiman povestește cum a ajuns să lucreze aici. După ce tocmai terminase școala primară, familia lui a fost nevoită să fugă din Siria în timpul Războiului Civil Sirian și să se stabilească în Lisiciansk, regiunea Luhansk din Ucraina, orașul natal al mamei sale. Odată cu izbucnirea războiului ruso-ucrainean, Suleiman s-a trezit din nou într-o zonă de război și a ales să se dedice acordării de ajutor umanitar.
Filmul prezintă în paralel povestea familiei lui Suleiman și activitatea sa umanitară pe teren. În timp ce se află în Germania pentru nunta fratelui său, părinții îl îndeamnă să profite de ocazie pentru a migra în Europa de Vest, o zonă stabilă, însă el nu poate renunța la munca pentru a-i ajuta pe cei în nevoie. Suleiman se întâlnește cu familia unchiului său Koșnhav, care îngrijește răniți în Kurdistanul irakian, și încearcă să treacă granița în Siria, dar nu reușește din cauza războiului. După moartea neașteptată a tatălui său, Lazghin, Suleiman încearcă să-i onoreze ultima dorință și să-i aducă trupul în Siria pentru înmormântare, dar apar noi obstacole. Dacă ar trece în Siria, ar exista o probabilitate mare să fie recrutat și forțat să lupte.

## Context
Regizoarea Alina Gorlova plănuise să filmeze pe teritoriul disputat Donbas, așa cum a devenit cunoscut la nivel global în martie. 2014, în urma conflictului dintre Rusia și Ucraina. O prietenă i-a făcut cunoștință cu Andrii Suleiman, care abia scăpase dintr-un război doar pentru a se trezi în altul. După o oarecare analiză, și-a dat seama că perspectiva lui Suleiman era chiar mai bună decât cea a unui nativ din Donbas, pe care o căutase inițial. Era interesată de modul în care fiecare dintre țările natale ale lui Suleiman era în război și de faptul că el alesese să lucreze cu Crucea Roșie, ca și cum ar fi fost „prins în capcană de război”. De asemenea, ea a simțit că natura „rece și timidă” a lui Suleiman a funcționat pentru film, determinând publicul să se concentreze asupra împrejurimilor sale.
Inițial conceput ca un documentar scurt, axat pe personaje, Gorlova și-a dat seama în timpul filmărilor că acesta putea fi extins considerabil pentru a transmite un mesaj amplu despre război, dincolo de conflictele din Siria și Ucraina. În timp ce trăia printre oamenii din regiunea sfâșiată de război, ea a căutat, de asemenea, să transmită empatia pe care o simțea pentru ei. După discuțiile cu DocuDays UA International Human Rights Film Documentary Festival, Gorlova a dezvoltat proiectul într-un lungmetraj.
Filmările l-au urmat pe Suleiman în misiuni umanitare și vizite la membrii familiei în Germania și în Irakul kurd. Gorlova a păstrat narațiunea neutră din punct de vedere politic, considerând că acest lucru decurgea în mod natural din neutralitatea Crucii Roșii și dorind să evite un ton critic în explorarea speranțelor oamenilor care trăiesc în zone de război.
Filmul a fost realizat cu titlul provizoriu Între două războaie. Numele s-a schimbat de mai multe ori în timpul filmărilor, pe măsură ce se derula povestea familiei. Titlul de la lansare, Această ploaie nu se va opri niciodată, se referă la ploile care au inundat un pod internațional, îndiguindu-l cu gunoaie și scufundându-l, împiedicându-l astfel pe Suleiman să treacă în Siria pentru a-și vizita familia. Aceasta face aluzie la obstacolele inutile cu care se confruntă indivizii din cauza războiului.

## Producție
Filmul este o coproducție între Ucraina, Letonia, Germania, Olanda și Qatar. A primit 2,2 milioane de grivne din cele 6,5 milioane de grivne din bugetul alocat de Cinematografia de Stat a Ucrainei, cu finanțare suplimentară de la Centrul de Film Leton, Fondul IDFA Bertha și Institutul de Film Doha. Producția a fost realizată de Maksîm Nakonecinîi pentru Tabor Production (Ucraina), în coproducție cu Ilona Bičevska pentru Avantis Promo (Letonia) și Patrick Hamm pentru Bulldog Agenda (Germania).
Filmul a fost filmat în întregime alb-negru, acesta fiind modul în care Gorlov și-a amintit pentru prima dată că a văzut regiunea Donbas cu „haldele sale de zgură în peisaje industriale”. De asemenea, ea a ales acest lucru pentru a ajuta la stabilirea unor paralele între Donbas și Siria. Directorul de imagine Veaceslav Țvetkov a împărtășit această estetică, pe care o folosise și în proiectele sale anterioare.
Cea mai dificilă scenă tehnică și etică a fost înmormântarea lui Lazghin, pe care Gorlova a filmat-o cu o echipă de filmare siriană, fără ajutorul lui Țvetkov sau al sunetului direct. Ea îl convinsese pe Mezghin, bătrânul familiei lui Suleiman, să permită filmările ca o modalitate de a reuni familia, având în vedere imposibilitatea unei întâlniri fizice.
Coloana sonoră a fost compusă de Goran Gora (instrumental) și Serge Sîntkey (electronic), iar designul sonor a fost realizat de Vasîl Iavtușenko. Editarea a fost realizată de Simon Mozgovîi și Olha Jurba. Dialogurile filmului sunt în ucraineană, kurdă, rusă, arabă și germană.

## Lansare
Premiera mondială a filmului a avut loc pe 19 noiembrie 2020 la Festivalul Internațional de Film Documentar de la Amsterdam (IDFA). Filmul a fost proiectat la douăzeci de festivaluri de film și a obținut marele premiu la șapte dintre acestea.
Institutul Ucrainean a sprijinit promovarea filmului pe plan internațional. După premieră, drepturile de distribuție internațională pentru film au fost achiziționate de Square Eyes. Lansarea comercială a filmului a fost programată pentru primăvară anului 2022.

## Receptare critică
Filmul a fost apreciat pozitiv la festivalurile de film. Juriul IDFA a numit filmul „o poveste puternică ce nu ne permite să scăpăm de distrugerea și pierderile sfâșietoare ale războaielor”. Juriul GoEast a lăudat viziunea curajoasă și empatică a lui Gorlov. Scriind pentru Festivalul de Film pentru Drepturile Omului ACT, David Scott Diffrient a menționat că acest film se distinge de alte filme despre criza refugiaților prin bogata sa cinematografie în stilul filmelor de artă, formată din „cadre compuse cu grijă, lirism monocromatic și structură oblică”, elemente care au incitat publicul la o profundă contemplare.
Criticii au considerat, de asemenea, filmul impresionant, dar au fost precauți în a-l recomanda publicului larg. Kiang a lăudat filmul ca fiind „o încercare curajoasă și fără compromisuri artistice de a sublinia [...] dislocarea psihologică și filosofică [a războiului]”, menționând în același timp că unii spectatori ar putea fi nemulțumiți de lipsa comentariilor politice. Marko Stojiljković de la Ubiquarian a considerat că publicul ar putea fi pierdut din cauza narațiunii dezbinate, care a fost apreciată în mod deosebit de juriile festivalului și de cinefilii care au apreciat tehnicile sale.

## Premii
| An   | Eveniment                                                                         | Categorie                             | Nominalizat sau laureat                | Rezultat    |
| ---- | --------------------------------------------------------------------------------- | ------------------------------------- | -------------------------------------- | ----------- |
| 2019 | European Women's Audiovisual Network                                              | Premiul pentru talent feminin         | Alina Gorlova – Între două stele       | Câștigător  |
| 2020 | International Documentary Film Festival Amsterdam (IDFA) (Regatul Țărilor de Jos) | Cel mai bun film – premieră           | Această ploaie nu se va opri niciodată | Câștigător  |
| 2020 | Festival dei popoli (Italia)                                                      | Cel mai bun film                      | Această ploaie nu se va opri niciodată | Câștigător  |
| 2021 | DocuDays UA (Ucraina)                                                             | Premiul special                       | Această ploaie nu se va opri niciodată | Selecționat |
| 2021 | Las Palmas IFF (Spania)                                                           | Cel mai bun film                      | Această ploaie nu se va opri niciodată | Câștigător  |
| 2021 | Ethnocineca (Austria)                                                             | Cel mai bun documentar internațional  | Această ploaie nu se va opri niciodată | Câștigător  |
| 2021 | GoEast (Germania)                                                                 | Crinul de aur pentru Cel mai bun film | Această ploaie nu se va opri niciodată | Câștigător  |
| 2021 | One World Film Festival (Republica Cehă)                                          | Cel mai bun film                      | Această ploaie nu se va opri niciodată | Câștigător  |
| 2021 | Festivalul de Filme Documentare din Islanda                                       | Cel mai bun film                      | Această ploaie nu se va opri niciodată | Câștigător  |
| 2021 | Festivalul Internațional de Filme Documentare de la Belgrad (Serbia)              | Cel mai bun film (internațional)      | Această ploaie nu se va opri niciodată | Câștigător  |
| 2021 | Black Canvas Contemporary Film Festival (Mexico)                                  | Cea mai bună cinematografie           | Această ploaie nu se va opri niciodată | Câștigător  |
| 2021 | El Gouna Film Festival (Egipt)                                                    | Mențiune specială                     | Această ploaie nu se va opri niciodată | Selecționat |
| 2021 | Premiul Criticllor de Film din Ucraina                                            | Cel mai bun documentar                | Această ploaie nu se va opri niciodată | Câștigător  |
| 2021 | Cork International Film Festival (Irlanda)                                        | Documantar                            | Această ploaie nu se va opri niciodată | Câștigător  |
| 2021 | DOK.fest München (Germania)                                                       | Premiul publicului                    | Această ploaie nu se va opri niciodată | Nominalizat |
| 2022 | Millennium Docs Against Gravity (Polonia)                                         | Cea mai bună cinematografie           | Această ploaie nu se va opri niciodată | Câștigător  |